# Tlatlauquitepec (kommun)
Tlatlauquitepec är en kommun i Mexiko.   Den ligger i delstaten Puebla, i den sydöstra delen av landet, 180 km öster om huvudstaden Mexico City.
Följande samhällen finns i Tlatlauquitepec:
- Ciudad de Tlatlauquitepec
- Tatauzoquico
- Gómez Poniente
- Tepeteno de Iturbide
- Pezmatlán
- Plan de Guadalupe
- Tzinacantepec
- Ocota
- Atioyan
- Ilita
- Cuautlamingo
- Huaxtla
- Ajocotzingo
- Pablogco
- La Unión
- Atalpa
- Acocogta
- Buena Vista
- Tamalayo
- Ixmatlaco
- Chicuaco
- Tehuagco
- Xaltenango
- Tepehicán
- Tepantzol
- Tzincuilapan
- Eloxochitán
- Calatepec
- Xalteta
- Almoloni
- Loma de la Yerba
- Cuacualaxtla
- Xomiaco
- Teziutanapa
- Chinampa
- Túnel Dos
- El Canal
- Tepetzintla
- Coatectzin Oriente
- Salvadorco
- Acamalota
- San Antonio
- La Cumbre
- El Duraznillo
- El Pozo
- San José Chagchaltzin
- La Palma
- Jilotepec
- Ahuatamimilol
- Chililistipan
- Hueyacapan
- Analco
- Jalacinguito
- Macuilquila
- Mecayucan
- Las Mesas